# Ricardo, Duque da Borgonha
Ricardo, cognominado o Justiceiro (morto em 921) foi conde de Autun, de 880, e de Auxerre, de 886, e o primeiro duque e marquês da Borgonha. Ele finalmente conseguiu a suserania sobre todos os condados da Borgonha, exceto Mâcon, e, em 890, ele foi citado como dux (duque) e, em 900, como marquês. Em 918, ele era chamado de dux Burgundionem ou dux Burgundiae, o que provavelmente significava mais a suserania feudal sobre um grande número de condados numa região específica do que a existência de um ducado borgonhês unificado.
Ricardo era um bosônida, filho de Bivín de Viena e de Riquilda. Seu irmão mais velho era Bosão da Provença e sua irmã mais nova, Riquilda, era a esposa de Carlos, o Calvo.
Em 875, após a morte do imperador Luís II, Ricardo e Boso acompanharam seu cunhado à Itália para sua coroação imperial. Em fevereiro de 876, em Pávia, enquanto se preparava para sua viagem de volta, Carlos nomeou Boso "duque e vice-rei da Itália e duque da Provença". Em 877, com a morte de Carlos, Boso retornou para a França e confiou o reino da Itália a Ricardo e a Hugo, o Abade, como missi dominici.
Em 879, Boso se autoproclamou "rei da Provença" após a morte de Luís, o Gago, mas Ricardo voltou-se contra seu irmão e lhe tomou o condado de Autun, o qual Carlomano II lhe confirmou em 880. Os dois se uniram na batalha no Saône e Ricardo captou Mâcon e a ocupou em nome de Carlomano e de Luís III sob o comando de Bernardo Plantevelue, parentes dos condes hereditários de Mâcon. Depois de tomar Lião, ele sitiou a capital de seu irmão, Vienne, onde a ele se juntaram Carlomano, Luís e o imperador Carlos, o Gordo. Ricardo enfim expulsou Boso, em 882, e capturou sua esposa Ermengarda e seus filhos, Engelberga e Luís, mandando-os como prisioneiros para Autun.
Depois da morte de Carlos, o Gordo, em 888, Ricardo apoiou a causa do duque Rodolfo I para ser rei da Alta Borgonha e casou com a irmã dele, Adelaide, filha de Conrado II da Borgonha, Duque da Borgonha Transjurana. Ricardo também apoiou a coroação de seu sobrinho Luís como rei da Provença, em 890.

## Família
Ricardo teve vários filhos com sua esposa Adelaide de Auxerre:
- Raul, sucessor e posteriormente rei da França;
- Hugo, sucessor do irmão;
- Ermengarda, casada com Gilberto de Châlon;
- Willa, casada primeiro com Hugo, conde de Vienne, e depois com Boso, conde de Arles;
- Adelaide, casada com Reginaldo II, conde de Hainaut;
- Riquilda, casada com Lietardo, conde de Mâcon.